# Irish League 1893-94
La Irish League 1893-94 fue la cuarta edición de la máxima categoría del fútbol irlandés, organizada por la Asociación Irlandesa de Fútbol (IFA). La liga contó con 6 equipos, y el campeón fue Glentoran, que alcanzó su primer título.

## Desarrollo

### Clasificación
| Pos. | Equipo        | Pts. | PJ | G | E | P | GF | GC | Dif. | Clasificación |
| ---- | ------------- | ---- | -- | - | - | - | -- | -- | ---- | ------------- |
| 1    | Glentoran (C) | 16   | 10 | 8 | 0 | 2 | 31 | 10 | +21  | Campeón       |
| 2    | Linfield      | 14   | 10 | 6 | 2 | 2 | 36 | 15 | +21  |               |
| 3    | Cliftonville  | 10   | 10 | 4 | 2 | 4 | 22 | 25 | −3   |               |
| 4    | Distillery    | 9    | 10 | 4 | 1 | 5 | 23 | 24 | −1   |               |
| 5    | Ulster        | 8    | 10 | 4 | 0 | 6 | 23 | 33 | −10  | Retirado      |
| 6    | Ligoniel      | 3    | 10 | 1 | 1 | 8 | 10 | 38 | −28  | Retirado      |

 Fuente: RSSSF
Notas:
1. 1 2  Ulster y Ligoniel renunciaron a la liga al final de la temporada.[1]

| Campeón Glentoran |
| 1.er título       |